# غوستاف فرانك
غوستاف فرانك هو متسابق دراجات نارية ألماني، ولد في 4 ديسمبر 1937.